# Argument semantyczny
Argument semantyczny to rodzaj argumentu, w którym modyfikuje się znaczenie terminu w celu wsparcia celu perswazyjnego. Argumenty semantyczne bywają powszechnie używane w dyskursie publicznym, akademickim, prawniczym, religijnym czy marketingu. Najczęściej takie modyfikacje semantyczne wprowadzane są przez definicje perswazyjne (w których zmienia się definicję danego terminu w celu, aby wpłynąć na wynik sporu), choć są też inne sposoby modyfikowania znaczenia (np. atrybucja lub klasyfikacja). Istnieje wiele podrodzajów argumentów semantycznych, takich jak: argumenty No True Scotsman, argumenty z klasyfikacji werbalnej, argumenty z definicji lub argumenty do definicji.

## Struktura
Ponieważ istnieją różne typy argumentów semantycznych, istnieją również różne schematy argumentacji dla tego argumentu. Termin "argument semantyczny" był używany już w latach 90' przez polską logiczkę i filozofkę Teresę Hołówkę, dalej rozwinięty i opracowany przez Jakuba Prusia i innych logików. Trzy podstawowe rodzaje argumentów semantycznych, które różnią się między sobą schematami argumentacyjnymi, ale w każdym dokonuje się operacji na znaczeniu: argument z definicji, argument do definicji (w rozróżnieniu przez Piotra Hiszpana: definitio-definitum oraz definitum-definitio) i argument klasyfikacyjny.

## Argument "do definicji"
Argumenty "do definicji" mają na celu włączenie określonego przedmiotu do rozszerzenia danej definicji – czasami może to być koniec rozumowania („to jest rasizm”). W tym wypadku modyfikacja semantyczna jest wprowadzana poprzez definicję perswazyjną w przesłance definicyjnej:
- Przesłanka indywidualna: Obiekt A posiada pewną własność F.
- Przesłanka definicyjna: Dla wszystkich x, jeśli posiada jakąś właściwość F, to x należy do zakresu definicji D .
- Wniosek: A należy do zakresu definicji D.

## Argument "z definicji"
Czasami argumentację można zacząć od definicji i zawrzeć w niej pewną właściwość, aby przypisać tę właściwość określonemu przedmiotowi (np.: „Wszystkie formy rasizmu powinny być karane prawnie, więc i dany czyn powinien być karane prawnie”). To pokazuje, że argumenty "do definicji" i "z definicji" mogą być używane razem (Douglas Walton nazwał te ostatnie "argumentami klasyfikującymi z definicji” – Arguments from Definition to Verbal Classification).
- Przesłanka definicyjna: A pasuje do definicji D.
- Przesłanka atrybucyjna: Dla wszystkich x, jeśli x pasuje do definicji D, to x jest klasyfikowane jako posiadające właściwość G.
- Wniosek : A ma własność G.

## Argument z klasyfikacji (z atrybucji)
Definicje perswazyjne nie są jedynym sposobem modyfikowania znaczenia – można również modyfikować znaczenie, po prostu łącząc ze sobą dwie właściwości (Douglas Walton nazywa to „klasyfikacją werbalną”, choć w języku polskim przyjęło się mówienie o "atrybucjach" lub "argumentach z atrybucji"), a następnie przypisać nową właściwość danemu przedmiotowi („jeśli coś jest ścigane, to jest moralnie złe, dlatego rasizm jest moralnie zły”.
- Przesłanka indywidualna : A posiada pewną własność F.
- Przesłanka atrybutywna : Dla wszystkich x, jeśli x posiada własność F, to x-owi można przypisać własność G.
- Wniosek : A posiada własność G.

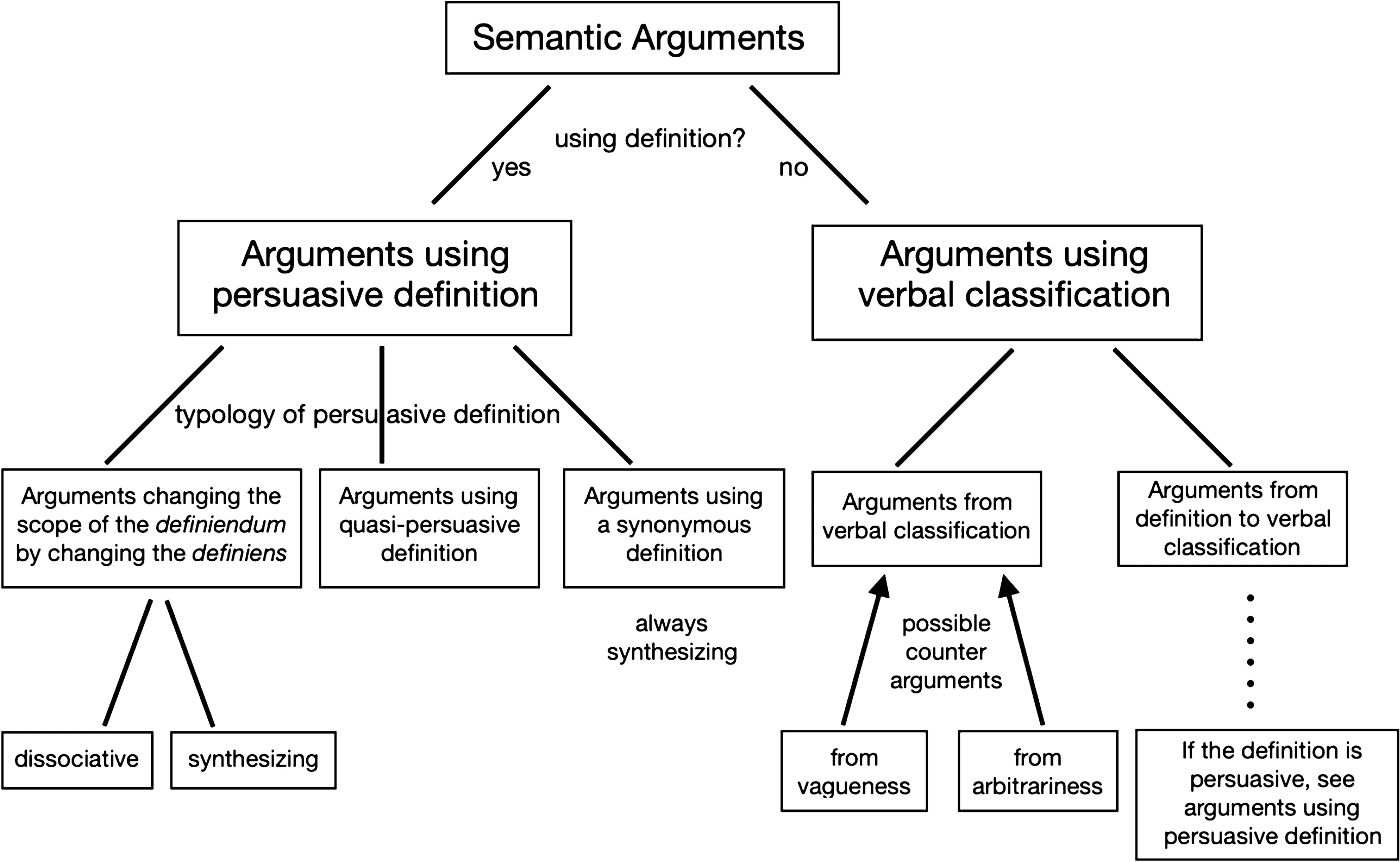
Typologia argumentów semantycznych w artykule "How Can Modifications of Meaning Influence Argumentation? The Concept and Typology of Semantic Arguments" [https://link.springer.com/article/10.1007/s10503-020-09542-y

Powyższe schematy argumentacyjne pokazują trzy podstawowe typy argumentów semantycznych. Pełna typologia obejmuje klasyfikację definicji perswazyjnych (pojęcie ukute przez Charlesa Stevensona) opracowaną przez Tadeusza Pawłowskiego. Zawiera również argumenty klasyfikacyjne (zwane także „argumentami atrybutywnymi”).
Aby ocenić argument semantyczny, należy najpierw ocenić dokonaną w nim modyfikację semantyczną. Kryteriami oceny takich modyfikacji są: jawność modyfikacji znaczenia, spójność zmienionego znaczenia z jego obecnym użyciem, następstwa modyfikacji znaczenia, uprawnienie osoby modyfikującej do wprowadzania takiej zmiany oraz istnienie alternatywnych znaczeń danego terminu. Należy również ocenić indywidualną przesłankę (która przypisuje kluczową właściwość danemu obiektowi), ponieważ czasami jest to najbardziej newralgiczna część argumentu.

## Przykłady argumentów semantycznych
1. Określmy wreszcie, co oznacza termin „rasizm”. To po prostu nierówne traktowanie ludzi ze względu na ich pochodzenie etniczne. Tak więc Unia Demokratyczna jest partią rasistowską. Jej członkowie chcą wprowadzić ordynację wyborczą uprzywilejowującą mniejszości etniczne! [Przykład Teresy Hołówki]
2. Przekupstwo polega na przekazaniu komuś czegoś o znacznej wartości, aby skłonił go do zrobienia czegoś, czego pragniemy. Mój klient chciał tylko uniknąć bezsensownego wezwania na posterunek policji, więc dał policjantowi pięć euro. Bądźmy poważni – nie można tego zakwalifikować jako „łapówkarstwa”, prawda?
3. Demokracja to polityka rządu, która stara się zbliżyć do siebie moralność i politykę, aż do ich całkowitego zjednoczenia. Skoro zależy Ci na tych wartościach, to jesteś demokratą.
4. Demokracja jest formą rządów, która daje lub próbuje dać narodowi iluzję własnej suwerenności. A ja nie lubię żyć w ułudzie własnej sprawczości – dlatego właśnie nie głosuję na demokratów.
5. Terroryści to bandyci, którzy ukrywają się za hasłami politycznymi, religijnymi lub nacjonalistycznymi, próbując rozwiązać kwestie, które nie mają nic wspólnego z tym, co publicznie oświadczają, a tak właśnie postępują teraz Czeczeni, więc nie bójmy się ich nazywać terrorystami [parafraza przykładu Fabrizio Macagno i Douglasa Waltona].
6. Płód jest jednostką ludzką ze wszystkimi możliwościami każdej istoty ludzkiej, a więc jego zniszczenie jest morderstwem, usprawiedliwionym tylko w najbardziej ekstremalnych okolicznościach, obejmujących bezpośrednie i bezpośrednie zagrożenie życia matki[9].